# موری ۴۶۵۰
سیارک ۴۶۵۰ (به انگلیسی: 4650 Mori، نامگذاری:1950TF) چهار هزار و ششصد و پنجاهمین سیارک کشف شده‌است که در ۵ اکتبر ۱۹۵۰ و در هایدلبرگ کشف شد.
قدر مطلق سیارک برابر ۱۳٫۴۰ است.